# تماثيل الخيول والفرسان السوريين
تماثيل الخيول والفرسان السوريون المصنوعة يدويًا في نهر الفرات (EU_HSHRs) عبارة عن تماثيل طينية ذات شكل حيواني تمثل الخيول  مع الفرسان. يعود تاريخها إلى أواخر العصر الحديدي (منتصف القرنين السابع والثامن قبل الميلاد) وصنعت في منطقة الفرات الأوسط، مع الأشكال المجسمة المعروفة باسم تماثيل عمود الفرات السوري (EU_SPFs).

## أسماء أخرى في الأدب
اقترح مصطلح "الخيول والفرسان السوريين المصنوعين يدويًا في نهر الفرات" مؤخرًا من قبل ب. بولونياني. ويؤكد على أصلهم الجغرافي، وتقنية التصنيع، والموضوعات المصورة. ومع ذلك، هناك مصطلحات أخرى مختلفة تستخدم أيضًا في الأدبيات العلمية:
- الخيل والفرسان أو الخيل والفارس[2]
- النوع الأول (؟) ("تماثيل الفارس المصنوعة يدوياً في الألفية الأولى قبل الميلاد،[3]
- الخيول وراكبي الخيل[4]

## الخصائص التقنية

### النمذجة
التماثيل الطينية مصنوعة يدويًا بالكامل وهي قائمة بذاتها، وعادة ما يتم حملها بيد واحدة بينما تقوم اليد الأخرى بتصميم التفاصيل. يُعرف هذا بتقنية "رجل الثلج"، والتي تسمح بعمل التماثيل في مساحة ثلاثية الأبعاد. شكل الجسم من جميع الجوانب، مع تفضيل الجزء السفلي من جسم التمثال كقاعدة للدعم. وعلى عكس التماثيل المصنوعة بالقوالب، يمكن رؤية هذه التماثيل من جميع الجوانب، على الرغم من أن الجزء الأمامي هو المنظر المفضل.

### الزخارف والألوان
تطبق الزخارف المصنوعة من الشرائط والنقط من الطين مباشرة على جسم التمثال. تُستخدم هذه الزخارف للتأكيد على السمات التشريحية وأنماط النسيج لملابس الفرسان وأحزمة الخيول. لون الطين موحد تمامًا، مما يشير إلى أن التماثيل كلها كانت محروقة جيدًا. يمكن أن تكون الاختلافات الطفيفة مرتبطة بالجو في الأفران. قد تشير هذه الأدلة أيضًا إلى الاستخدام الشائع للأفران كما هو الحال في الفخار الآشوري الحديث المعاصر. تشير أيضًا إلى الارتباط بالفخار الآشوري الجديد من خلال المعالجات السطحية، والتي عادة ما تكون عبارة عن زلة بنية شاحبة، وفي بعض التماثيل، قالب من التزجيج الأزرق والأخضر. وفي المجموعة الخزفية المحلية تظهر هذه المعالجة السطحية عادة في الفخار المستورد من آشور وفي بعض الطوب متعدد الألوان. 
ولم يلاحظ أي أثر للطلاء على أي من التماثيل.

## الانتشار الجغرافي

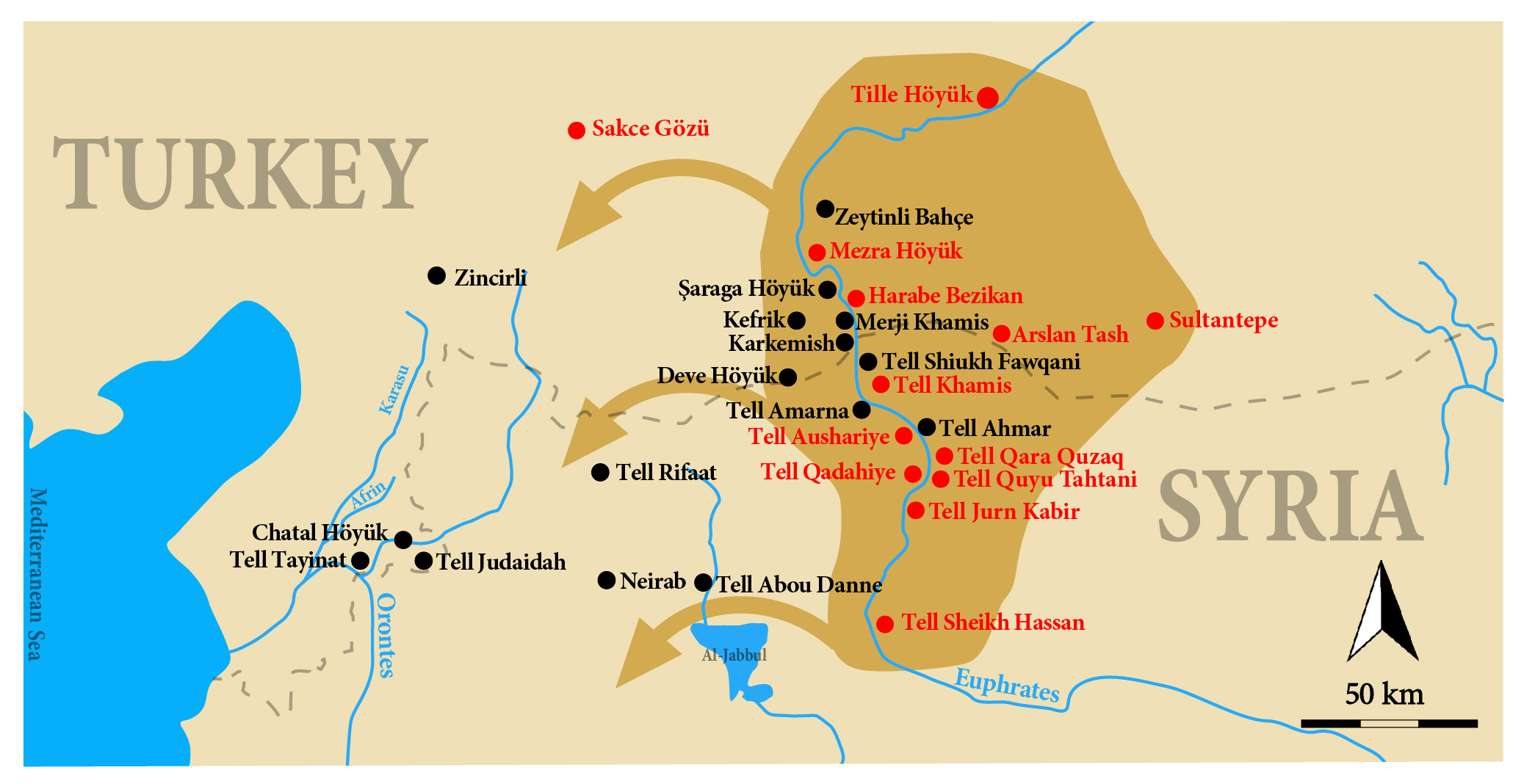
مواقع ذات تواجد آمن (أسود) ومؤقت (أحمر) لـ في وادي الفرات الأوسط. الرسم ب.بولونياني.

عثر على تماثيل الخيول والفرسان السوريين في غرب الفرات فقط، ويبدو أن وادي الفرات على وجه الخصوص هو المركز الرئيسي للإنتاج. جمعت العديد من العينات من هذه المنطقة في كركميش، تل أحمر، وتل العمارنة، وديفي هويوك، وتل شيوخ فوقاني، وساراجا هويوك، وزيتينلي وباهجة هويوك. وترتبط التماثيل فقط بالمواقع ذات الوجود الآشوري الجديد القوي نتيجة السيطرة الطويلة. لا تظهر التماثيل في مواقع أخرى مجاورة حيث تسبب الغزو الآشوري الجديد في إفقار اجتماعي واقتصادي، في مواقع تل الشيخ حسن، وتل قرة قوزق، وتل قرة قويو تحتاني، وتل خميس. خارج منطقة مستجمعات نهر الفرات، هناك اكتشافات متفرقة إلى الغرب في مواقع مثل زنجرلي هويوك، وتل جديدة، وشاتال هويوك، وتل الطياتات، وتل أبو دن، ومن المحتمل في تل رفعت والنيرب.

## التسلسل الزمني
ووفقاً للبيانات السياقية، فإن هذه التماثيل موجودة في بعض مواقع الفرات الأوسط خلال العصر الحديدي الناضج. في السياقات الأثرية، عادة ما تأتي هذه المصنوعات اليدوية من طبقات عليا يعود تاريخها إلى العصر الآشوري الجديد (القرن السابع قبل الميلاد)، ولكن بداية الإنتاج تقع في نهاية الفترة السورية الجديدة (منتصف وأواخر القرن الثامن قبل الميلاد). في موقع كركميش، على سبيل المثال، تنتمي غالبية الاكتشافات إلى طبقات العصر الحديدي الثالث، لكن الأقلية جاءت من طبقات العصر الحديدي الثاني.

## مجموعات المتاحف
| متحف                             | المصدر                                             | عدد التماثيل | رقم المتحف . |
| -------------------------------- | -------------------------------------------------- | ------------ | --- |
| المتحف البريطاني ، لندن          | مقابر كركميش ، يونس، مرج خميس، مقابر الفرات الأوسط | 49           | 92278 ، 92280 ، 104475 ، 104478 ، 105005، 105006 ، 105007 ، 105008، 105029 ، 105030 ، 105031 ، 105032 ، 105033 ، 105034, 105035 , 105036 , 105037, 105038, 105039, 105040, 105046, 105047, 105048 , 105049 , 105096, 105097 ، 105099 ، 108756 ، 116255، 116318 ، 116319 ، 116320 ، 116321 ، 116322 ، 116323 ، 116324 ، 116325 ، 116327 ، 1163 28, 134620, 1922,0511.517. أ ، 1922,0511.518. أ ، 1922,0511.519. أ ، 1922,0511.520. أ ، 19220511.521. أ ، 1922,0511.522. أ ، 1922,0511.524. أ ، 1922,0511.525. أ ، ح80.26 |
| متحف أشموليان ، أكسفورد          | مقابر كركميش وجافوريلا والفرات الأوسط              | 7            | AN1913.648 ، AN1913.872 ، AN1914.131 ، AN1948.229 ، AN1962.64، AN1996.44 ، AN1996.45 |
| متحف فيتزويليام ، كامبريدج       | ديف هويوك                                          | 1            | ANE.74.1913 |
| اللوفر ، باريس                   | كركميش                                             | 1            | آو 9026 |
| متحف الشرق الأدنى القديم ، برلين | ديف هويوك                                          | 1            | فا 07087 |
| متحف الحضارات الأناضولية ، أنقرة | كركميش                                             | 2            | 1577، 1585، 1586، 1582، 1583، 1584، 1587 |
| متحف إسرائيل ، القدس             | مجهول                                              | 1            | |